# سیر (آلبوم)
سیر نام یک آلبوم موسیقی با آهنگسازی و نوازندگی مسعود شعاری و با همکاری کریستف رضاعی است. نشر هرمس این آلبوم را در سال ۱۳۸۰ منتشر کرد.

## فهرست آهنگ‌ها
| شماره | نام                       | مدت   |
| ----- | ------------------------- | ----- |
| ۱.    | «حضور-Presence»           | ۱۰:۴۴ |
| ۲.    | «سیر-Journey»             | ۱۵:۴۷ |
| ۳.    | «شور عشق- Fervor Of Love» | ۰۸:۵۱ |
| ۴.    | «سوز و گداز- Complaint»   | ۱۴:۲۴ |
| ۵.    | «فرح انگیز-Rejoicing»     | ۰۹:۱۲ |

## نوازندگان و عوامل
- مسعود شعاری: آهنگساز، سه‌تار
- کریستف رضاعی: آهنگساز، تنظیم
- درشن جوت سینگ آنند: تبلا
- مانو کودجیا: گیتار الکتریک
- رضا عسگرزاده: ضبط و میکس